# Прокопије из Цезареје
Прокопије Кесаријски се родио крајем V или почетком VI века у палестинској Цезареји. Каријеру је започео као адвокат, а 527. постаје правни саветник- секретар, византијског војсковође Велизара кога прати у Иберијском рату (527—532.) и Вандалском рату у Африци (533—534. године). Ту остаје уз војсковођу Соломона до 536, када прелази у Велизаров штаб у Италији где је византијска војска водила рат против Источних Гота (види Готски рат). Заједно се враћају у Италију 540. Са њим опет одлази на ратиште 541. против Персије. Од 542. живи стално у Цариграду. Умро је, како се обично узима, 565. године.
Најстарије и најзначајније Прокопијево дело је Историја Јустинијанових ратова (De bellis) у осам књига, где говори о ратовима које је водио Јустинијан I. Прве две књиге обрађују персијски (Bellum Persicum), трећа и четврта вандалски (Bellum Vandalicum), пет — седма готски (Bellum Gothicum), а осма књига је допуна претходних. Првих седам књига објавио је крајем 550, или почетком 551., а осму 553. године.
Историја Јустинијанових ратова приказана је на веома широкој основи јер је сам Прокопије имао тачна обавештења јер је био члан Велизаревог штаба. При коначном редиговању својих записа успешно се користио поред свога знања, и својим античким узорима које је следио у стилском погледу. Као резултат је произишло једно учено, трезвено, занимљиво дело о Јустинијановом времену. Ово дело је најбогатији и најпоузданији византијски извор свога доба, а Прокопије се сматра најзначајнијим византијским историчарем свог времена.
У уводу свог дела напомиње да неће бити пристрасан, и заиста се придржавао тога. Успео је у основи да пружи поуздан приказ драматичних збивања.
У оквиру описивања ратних операција у Италији, Прокопије се осврће и на догађаје у Подунављу о Словенима. Извештаји о њима су обично кратки. Даје скицу појединих упада, и то оних највећих, али само толико колико да би се добила потпуна слика догађаја у европском делу Византије.
Међутим, Прокопије нам пружа релативно најбогатију збирку вести о подунавским Словенима VI века; сва обавештења добио је од заробљених Словена, ромејских стратега и других војних лица.
Завршавајући Историју ратова, Прокопије је саставио и један спис, тајну допуну под називом Historia Arcana (Тајна историја) где говори о свему ономе што није смео рећи у историји ратова, о поступцима цара Јустинијана и његових најближих сарадника. То је права хроника скандала, драматичан документ који говори о Прокопијевом разочарању у царску владу. Дело је састављено око 550. године. И у овом делу се осврће и на упаде Словена, што употпуњује податке из Историје ратова. Тајна историја је утицала на многе касније писце, нарочито на Кинама.
Прокопије 554. објављује спис О грађевинама (грч. Περί Κτισμάτων, лат. De Aedificiis) у коме набраја све оно што је изграђено за Јустинијаново време. Уздиже Јустинијана али се примећује да његов стил, као и оно што је написао извештачено, хладно. При састављању овог дела пред собом је имао званичне документе тако да је загарантован висок степен веродостојности географско-топономастичких података. За нас је нарочито занимљива 4 књига где описује изградњу у Илирику. Много дугује античкој литератури јер се њен стил провлачи кроз његова дела.
У своме скептицизму, долази до разних теорија о узроцима историјских збивања које назива „копренама којима људи прекривају своја незнања“. Прокопије као човек је занимљив, сложен као личност, сујеверан је, а теолошке дискусије сматра јаловим. 
У Историји Јустинијанових ратова, као и у Тајној историји, показује се као добар познавалац људи. Прокопијево дело, посматрано у целини, представља занимљиво, зрело дело а такође и један поуздан историјски извор.